# Liste der Stolpersteine in Schmallenberg
Die Liste der Stolpersteine in Schmallenberg enthält alle Stolpersteine, die im Rahmen des gleichnamigen Projekts von Gunter Demnig in Schmallenberg verlegt wurden. Mit ihnen soll an Opfer des Nationalsozialismus erinnert werden, die in Schmallenberg lebten und wirkten.

## Verlegte Stolpersteine
| Adresse                  | Verlege- datum | Person, Inschrift | Bild | Anmerkung |
| ------------------------ | -------------- | --- | --- | --------- |
| Oberer Hagen 8 ·         | 31. Mai 2012   | Hier wohnte Else Frankenthal Jg. 1926 deportiert 1942 ermordet im Ghetto Zamosc                                                                 | |           |
| Oberer Hagen 8 ·         | 31. Mai 2012   | Hier wohnte Grete Frankenthal Jg. 1932 deportiert 1942 ermordet im Ghetto Zamosc                                                                | |           |
| Oberer Hagen 8 ·         | 31. Mai 2012   | Hier wohnte Hanni Frankenthal Jg. 1928 deportiert 1942 ermordet im Ghetto Zamosc                                                                | |           |
| Oberer Hagen 8 ·         | 31. Mai 2012   | Hier wohnte Helga Frankenthal Jg. 1931 deportiert 1942 ermordet im Ghetto Zamosc                                                                | |           |
| Oberer Hagen 8 ·         | 31. Mai 2012   | Hier wohnte Irma Frankenthal Jg. 1930 deportiert 1942 ermordet im Ghetto Zamosc                                                                 | |           |
| Oberer Hagen 8 ·         | 31. Mai 2012   | Hier wohnte Margot Frankenthal Jg. 1922 deportiert 1942 ermordet im Ghetto Zamosc                                                               | |           |
| Oberer Hagen 8 ·         | 31. Mai 2012   | Hier wohnte Paula Frankenthal Jg. 1891 deportiert 1942 ermordet im Ghetto Zamosc                                                                | |           |
| Oberer Hagen 8 ·         | 31. Mai 2012   | Hier wohnte Sally Frankenthal Jg. 1888 'Schutzhaft’ 1938 Sachsenhausen deportiert 1942 ermordet im Ghetto Zamosc                                | |           |
| Oberer Hagen 8 ·         | 31. Mai 2012   | Hier wohnte Selma Frankenthal geb. Stern Jg. 1892 deportiert 1942 ermordet im Ghetto Zamosc                                                     | |           |
| Obringhauser Straße 14 · | 31. Mai 2012   | Hier wohnte Max Frankenthal Jg. 1883 'Schutzhaft' 1938 Sachsenhausen deportiert 1943 Auschwitz ermordet 3.3.1943                                | Bild gesucht Die Wikipedia wünscht sich an dieser Stelle ein Bild vom Ort mit diesen Koordinaten 51.1548384 8.2851378 . Motiv: Stolpersteine für Familie Max Frankenthal Falls du dabei helfen möchtest, erklärt die Anleitung , wie das geht. BW |           |
| Obringhauser Straße 14 · | 31. Mai 2012   | Hier wohnte Adele Frankenthal geb. Meyer Jg. 1886 deportiert 1943 Auschwitz ermordet 3.3.1943                                                   | |           |
| Oststraße 18 ·           | 31. Mai 2012   | Hier wohnte Alfred Funke Jg. 1888 Sachsenhausen deportiert 1941 Riga ermordet 1944                                                              | |           |
| Oststraße 79 ·           | 31. Mai 2012   | Hier wohnte Heinz Arno Goldschmidt Jg. 1923 Flucht Frankreich interniert Milles 1942 Drancy deportiert 1942 Auschwitz ermordet 13.10.1942       | |           |
| Oststraße 79 ·           | 31. Mai 2012   | Hier wohnte Julius Goldschmidt Jg. 1887 'Vorbeugehaft’ 1938 Sachsenhausen Flucht Frankreich interniert Gurs 1941 Milles 1942 Auschwitz ermordet | |           |
| Oststraße 79 ·           | 31. Mai 2012   | Hier wohnte Lore Goldschmidt Jg. 1928 deportiert 1941 Riga 1944 Stutthof ermordet                                                               | |           |
| Oststraße 79 ·           | 31. Mai 2012   | Hier wohnte Ruth Goldschmidt Jg. 1920 deportiert 1941 Riga 1944 Stutthof ermordet                                                               | |           |
| Weststraße 1 ·           | 31. Mai 2012   | HIER WOHNTE MAX STERN JG. 1897 VERHAFTET 11.11.1938 SACHSENHAUSEN FLUCHT FRANKREICH INTERNIERT DRANCY DEPORTIERT 1943 ERMORDET IN AUSCHWITZ     | |           |
| Weststraße 1 ·           | 31. Mai 2012   | HIER WOHNTE TRUDE STERN JG. 1929 DEPORTIERT 1942 ERMORDET IN AUSCHWITZ                                                                          | |           |
| Weststraße 1 ·           | 31. Mai 2012   | HIER WOHNTE INA STERN GEB. MANSBACH JG. 1907 DEPORTIERT 1943 ERMORDET IN AUSCHWITZ                                                              | |           |
| Weststraße 1 ·           | 31. Mai 2012   | HIER WOHNTE EMIL STERN JG. 1905 DEPORTIERT 1942 ERMORDET IN AUSCHWITZ                                                                           | |           |
| Weststraße 1 ·           | 31. Mai 2012   | HIER WOHNTE ELLEN STERN JG. 1929 DEPORTIERT 1942 ERMORDET IN AUSCHWITZ                                                                          | |           |
| Weststraße 1 ·           | 31. Mai 2012   | HIER WOHNTE HANNI STERN GEB. STERN JG. 1904 DEPORTIERT 1942 ERMORDET IN AUSCHWITZ                                                               | |           |
| Weststraße 1 ·           | 31. Mai 2012   | HIER WOHNTE ANNA STERN GEB. BLUMENTHAL JG. 1871 DEPORTIERT 1942 THERESIENSTADT TOT 28.1.1943                                                    | |           |
| Weststraße 30 ·          | 31. Mai 2012   | Hier wohnte Betty Gonsenhäuser geb. Mayer Jg. 1902 deportiert 1943 Theresienstadt 1944 Auschwitz ermordet                                       | |           |
| Weststraße 30 ·          | 31. Mai 2012   | Hier wohnte Edith Gonsenhäuser Jg. 1925 deportiert 1943 Theresienstadt 1944 Auschwitz ermordet                                                  | |           |
| Weststraße 30 ·          | 31. Mai 2012   | Hier wohnte Hannelore Gonsenhäuser Jg. 1929 Theresienstadt 1944 Auschwitz 1945 Bergen-Belsen befreit tot an den Folgen 17.5.1945                | |           |
| Weststraße 30 ·          | 31. Mai 2012   | Hier wohnte Max Gonsenhäuser Jg. 1896 deportiert 1943 Theresienstadt 1944 Auschwitz ermordet                                                    | |           |
| Weststraße 30 ·          | 31. Mai 2012   | Hier wohnte Helmut Herz Jg. 1925 Flucht Holland interniert Vught 1943 Westerbork deportiert 1943 Sobibor ermordet 21.5.1943                     | |           |
| Weststraße 30 ·          | 31. Mai 2012   | Hier wohnte Otto Herz Jg. 1898 Flucht Holland interniert Vught 1943 Westerbork deportiert 1943 Sobibor ermordet 21.5.1943                       | |           |
| Weststraße 30 ·          | 31. Mai 2012   | Hier wohnte Paula Herz geb. Stern Jg. 1899 Flucht Holland interniert Vught 1943 Westerbork deportiert 1943 Sobibor ermordet 21.5.1943           | |           |
| Weststraße 30 ·          | 31. Mai 2012   | Hier wohnte Renate Jenny Regine Herz Jg. 1930 Flucht Holland interniert Vught 1943 Westerbork deportiert 1943 Sobibor ermordet 21.5.1943        | |           |
| Weststraße 30 ·          | 31. Mai 2012   | Hier wohnte Samuel Paul Albert Herz Jg. 1933 Flucht Holland interniert Vught 1943 Westerbork deportiert 1943 Sobibor ermordet 21.5.1943         | |           |
| Weststraße 30 ·          | 31. Mai 2012   | Hier wohnte Ursula Emma Hermine Herz Jg. 1933 Flucht Holland interniert Vught 1943 Westerbork deportiert 1943 Sobibor ermordet 21.5.1943        | |           |
| Weststraße 44 ·          | 31. Mai 2012   | Hier wohnte Albert Stern Jg. 1867 deportiert 1942 Theresienstadt 1942 Treblinka ermordet                                                        | |           |
| Weststraße 44 ·          | 31. Mai 2012   | Hier wohnte Emmy Stern geb. Hess Jg. 1887 deportiert 1942 Theresienstadt 1942 Treblinka ermordet                                                | |           |
| Weststraße 44 ·          | 31. Mai 2012   | Hier wohnte Edith Stern Jg. 1923 deportiert 1942 Ghetto Zamosc Bergen-Belsen befreit tot an den Folgen 27.4.1945                                | |           |